# هرمس ۱۵۰۰
هرمس ۱۵۰۰ (انگلیسی: Hermes 1500) یک پهپاد (UAV) بود که برای سطوح سپاه و فرماندهی طراحی شده بود و توسط شرکت سیلور ارو (انگلیسی: Silver Arrow)، زیرمجموعه البیت سیستمز، توسعه داده شد. این هواپیما به عنوان یک پهپاد MALE (پهپاد ارتفاع متوسط و مداومت پروازی بالا) تعریف می‌شد و بزرگترین پهپاد در خانواده پهپادهای هرمس البیت سیستمز بود که شامل هرمس ۱۸۰، هرمس ۴۵۰ و هرمس ۹۰۰ نیز می‌شود. پس از شکست تجاری، البیت سیستمز تصمیم گرفت توسعه و بازاریابی آن را متوقف کند.